# المحاجبة (أسلم)

تعديل مصدري - تعديل

المحاجبة هي إحدى قرى عزلة أسلم الشام بمديرية أسلم التابعة لمحافظة حجة، بلغ تعداد سكانها 133 نسمة حسب تعداد اليمن لعام 2004.